# Onevatha
Adrapsa là một chi bướm đêm thuộc họ Noctuidae.